# Dallas Records
Dallas Records je ena prvih neodvisnih založb na področju Slovenije in je s svojim sestrskim podjetjem Mars Music prisotna na celotnem območju bivše Jugoslavije.
Njegov ustanovitelj je Goran Lisica - Fox.
Je ena izmed največjih založb v Sloveniji in regiji. 17 let je bila založba Dallas partner in zastopnik založbe EMI Records. To sodelovanje je trajalo do trenutka, ko je podjetje Universal kupilo EMI.
Danes se založba Dallas Records ukvarja pretežno z diskografijo in širjenjem prepoznavnosti izvajalcev v regiji. Skozi svojo zgodovino so pod okriljem Dallasa izdajali, ali še vedno izdajajo albume številni znani izvajalci, kot npr.: Laibach, Severina, Helena Blagne, Alenka Godec, Gibonni, Bajaga, Toše Proeski, Zdravko Čolić, Jinx, LET 3, Neno Belan, Siddharta, Danijela, Big Foot Mama, Mi2, Goran Bregović, Tinkara Kovač, Vatra, Lepa Brena, Arsen Dedić...
Podjetje Mars Music se ukvarja z založništvom in organizacijo koncertov.
V Sloveniji je Mars Music največji glasbeni založnik po velikosti kataloga oziroma količini domačih/lokalnih avtorskih del. Marsov katalog vsebuje avtorska dela avtorjev kot npr. Raay, Alen Steržaj, Matjaž Vlašič, Mef, Aleš Klinar, Alenka Godec, Tomaž Domicelj, Andrej Šifrer, Janez Zmazek, Anja Rupel, Oto Pestner, Tinkara Kovač, Jani Hace, Franci Zabukovec, itd.
Mars Music je od leta 2004 zastopnik, partner in podzaložnik podjetja Sony/ATV.